# Gustavo Jalkh

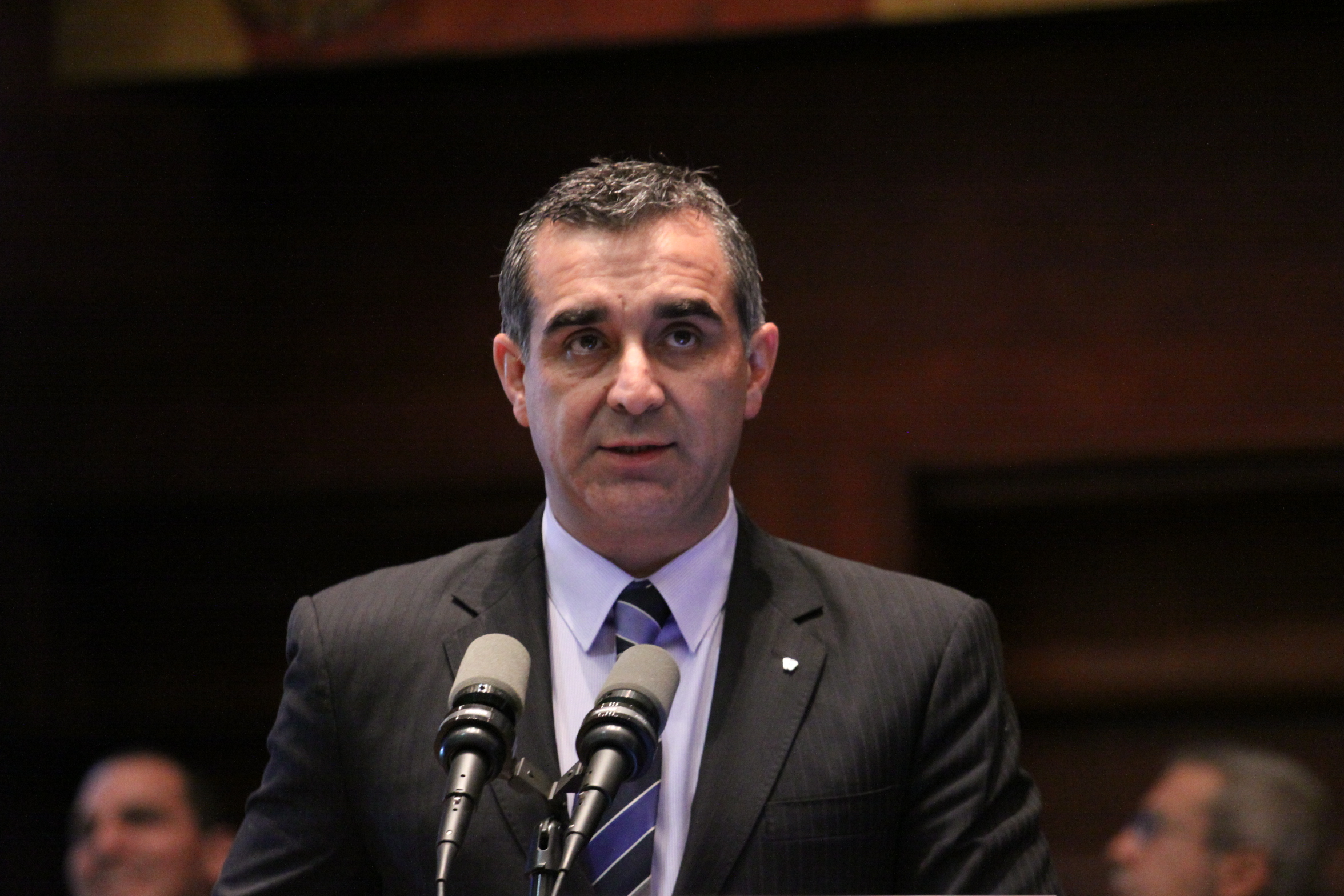
Gustavo Jalkh (2015)

Gustavo Jalkh (vollständiger Name: Charbel Gustavo Jalkh Röben; * 4. Dezember 1966 in Guayaquil) ist ein ecuadorianischer Jurist und Politiker. Er war Innenminister und Justizminister im Kabinett von Rafael Correa.

## Leben
Jalkh studierte Völkerrecht an der Universität Paris I und schloss mit einem DEA und einer Promotion über den rechtlichen Status des Golfs von Fonseca und den Streit zwischen Honduras und El Salvador um diesen ab. Anschließend promovierte er an der Katholischen Universität von Ecuador zum Doktor der Rechte. Er lehrte anschließend an seiner Alma Mater und weiteren Universitäten. Zehn Jahre lang arbeitete er für die Organisation Projusticia.
Von 15. November 2007 bis 12. Februar 2009 war er Justizminister. Zum Innenminister wurde er am 11. Februar 2009 ernannt und schied am 17. Dezember 2010 aus dem Amt.